# Hoogvlakte

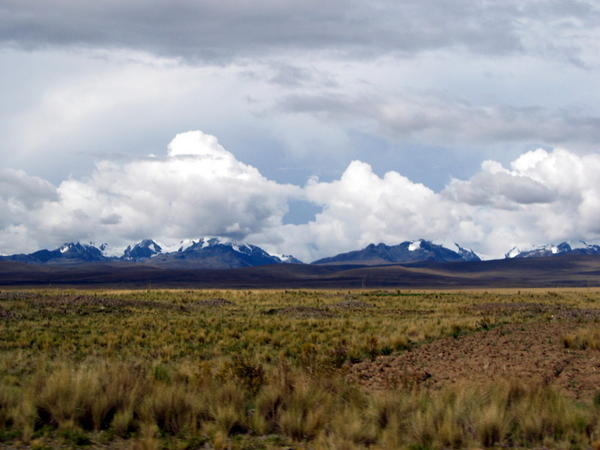
Hoogland van Bolivia

Een hoogvlakte of hoogland is een gebied met weinig reliëf dat hoger ligt dan 500 meter boven zeeniveau.
Een plateau is een vorm van een hoogvlakte, met dit verschil dat een plateau in zijn geheel omhoog gekomen is en een hoogvlakte in vrijwel alle gevallen een oud geërodeerd berggebied is. Combinaties van deze twee bestaan echter ook.
(ook: plateau) Hoog gelegen gebied met weinig reliëf. De vlakte wordt begrensd door steile randen.
Het onderscheid tussen hoogvlakte en laagvlakte is arbitrair. De meeste uitgestrekte vlakten zijn ontstaan doordat gedurende zeer lange perioden van erosie oude continenten werden afgevlakt. Hoogvlakten worden meestal, behalve wanneer ze in de vochtige tropen liggen, gekenmerkt door droogte. De lucht regent uit door opstijging tegen de bergrand, zodat de vlakte als het ware in de luwte (lijzijde) ligt. Andere eigenschappen van hoogvlakten zijn grote temperatuurverschillen tussen dag en nacht en hun moeilijke toegankelijkheid vanwege hun hoge ligging.

## Enkele hoogvlakten, hooglanden en plateaus
- Bajío
- Dekan
- Ethiopisch Hoogland
- Golanhoogten
- Hoogland van Bolivia
- Hoogland van Iran
- Khorat Plateau
- Nadjd
- Namibisch Hoogland
- Plateau Überetsch
- Plateau van Langres
- Schotse Hooglanden
- Shire-hoogland
- Sprengisandur
- Vlakte der Kruiken
- Tsjechisch-Moravische Hoogvlakte
- Schwäbische Alb
- Hardangervidda